# Giardella thompsoni
Giardella thompsoni is een eenoogkreeftjessoort uit de familie van de Clausidiidae. De wetenschappelijke naam van de soort is voor het eerst geldig gepubliceerd in 1906 door Scott A..